# الصين هوايهنينج جروب
تعد شركة الصين هوايهنينج جروب المحدودة. ، والمختصرة بـ سي أتش ان جي أو هوايهنينج جروب ، واحدة من أكبر خمس شركات لتوليد الكهرباء المملوكة للدولة في الصين، وتديرها لجنة مراقبة وإدارة الأصول المملوكة للدولة التابعة لمجلس الدولة في الصين . وتشارك في الاستثمار والبناء والتشغيل وإدارة أصول توليد الطاقة وإنتاج وبيع الكهرباء . وفي عام 2012، احتلت الشركة المرتبة 246 في قائمة فورتشن 500 .

## تاريخ
تأسست شركة الصين هوايهنينج جروب في عام 1989 كشركة قابضة لسلسلة من الشركات التي تخضع لإشراف لجنة تخطيط الدولة التابعة لمجلس الدولة الصيني، بما في ذلك شركة شينهوا للفحم وشركة Huaneng International Power Development Corporation، وما إلى ذلك. وكانت المجموعة جزءًا من مشروع يستبدل محطة توليد الطاقة التي تعمل بالزيت بمحطة توليد الطاقة التي تعمل بالفحم ( Chinese ).   وفي عام 1993، كانت الشركة تحت الإشراف المزدوج وزارة صناعة الطاقة ولجنة تخطيط الدولة.  في عام 1995، أصبحت شركة شركة شينهوا للفحم مجموعة شركات منفصلة مملوكة للدولة تخضع للإشراف المؤقت للجنة تخطيط الدولة، باسم مجموعة Shenhua .  أصبحت شركة الصين هوايهنينج جروب بعد ذلك شركة تابعة لشركة الدولة للطاقة الصينية ، وهي مجموعة ضخمة تحل محل الوظيفة التجارية لوزارة صناعة الطاقة.  في عام 2002، تم تفكيك شركة الطاقة الحكومية الصينية  كمجموعات من شركات شبكات الطاقة (مثل شركة شبكة الكهرباء الحكومية الصينية وشبكة الطاقة الجنوبية الصينية ) ومحطات الطاقة (مثل مجموعات الطاقة الخمس الكبرى، هوانينج، الصين هواديان ، شركة داتانغ الصينية ، شركة الصين غوديان و شركة الصين لاستثمارات الطاقة ) في نفس العام، فر زعيم المجموعة العملاقة، غاو يان، من الصين بعد التحقيق معه بتهمة الفساد. حصلت شركة هوايهنينج أيضًا على بعض الأصول من شركة الطاقة الحكومية الصينية،  مثل شركة الطاقة الكهرومائية المعروفة الآن باسم نهر هوانينج لانكانج للطاقة الكهرومائية ، شركة مدرجة منذ عام 2017. في عام 2005، استحوذت هوايهنينج أيضًا على حصة مسيطرة (بعد الصفقة امتلكت 51%) من شركة الشمال المتحدة للطاقة من إحدى الشركات التابعة الحكومة الشعبية لمنطقة منغوليا الداخلية ذاتية الحكم ، لتصبح الشركة الأم غير المباشرة للشركة المدرجة (مينجديان هوانينج). 
وفي عام 1994، شهدت أيضًا تشكيل شركتين تابعتين مدرجتين، هما هوانينج باور انترناشيونال (HPI) و شاندونغ هوانينج تطوير الطاقة . وتم إدراج أسهم الإيداع الأمريكية الخاصة بهم في بورصة نيويورك . بدأت هوانينج باور انترناشيونال لاحقًا أيضًا عروضًا عامة أولية في بورصة هونج كونج بالإضافة إلى بورصة شنغهاي . كانت أسهم هوانينج باور انترناشيونال مملوكة لشركة هوانينج تطوير الطاقة المذكورة أعلاه، ولكن في السنوات الأخيرة كانت الصين هوايهنينج جروب تمتلك أيضًا بعض الأسهم بشكل مباشر. اندمجت هوانينج باور انترناشيونال أيضًا مع شاندونغ هوانينج تطوير الطاقة في عام 2000. 
في عام 2002، أصبحت مجموعة هوانينج الصينية جزءًا من أحد أقدم برامج تجارة انبعاثات الكربون في الصين، وهو برنامج "4 + 3 + 1". 
في عام 2011، قامت مجموعة هوانينغ الصينية بطرح شركتها التابعة لطاقة الرياح هواننغ رينيوابلز في بورصة هونج كونج.

## عمليات
تشرف الشركة على مصالح الحكومة الوطنية في 10 شركات تابعة، بما في ذلك حصة 51% في هوانينج باور انترناشيونال. وتقوم من خلال شركاتها التابعة بتطوير وتشغيل أكثر من 130 محطة للطاقة الحرارية وطاقة الرياح والطاقة الكهرومائية. بالإضافة إلى أعمالها في مجال توليد الطاقة، تدخل الشركة في قطاعات أخرى، بما في ذلك التعدين المرتبط بالطاقة، والتمويل، والنقل، وتكنولوجيا المعلومات ، وأبحاث الطاقة المتجددة . يحتل قسم الاستثمار بالشركة المرتبة 15 في الصين من حيث الإيرادات والمرتبة 21 من حيث حجم الأصول. تمتلك الشركة محطة تشانغجيانغ للطاقة النووية بالشراكة مع المؤسسة النووية الوطنية الصينية ، بالإضافة إلى محطة بكين هواننغ للطاقة الحرارية. ومع ذلك، من المقرر إغلاق هذا الأخير بحلول عام 2016 كجزء من خطة بكين للقضاء على التلوث. 

## عمليات الاستحواذ
في مارس 2008، استحوذت مجموعة هوانينغ على شركة تواس باور ومقرها سنغافورة من شركة تماسيك القابضة مقابل 3.04 مليار دولار أمريكي.  تم إعادة بيعها إلى شركة هوانينج باور انترناشيونال التابعة لشركة مجموعة الصين هوانينغ في نفس العام. وفي تشرين الثاني/نوفمبر 2008، اشترت مجموعة الصين هوانينغ حصة 50 في المائة في شركة انترجين [الإنجليزية] من مجموعة جي ام ار الهندية مقابل 1.2 مليار دولار. 

## الهيكل التنظيمي

### المقر الرئيسي في بكين
يقع المقر الرئيسي لمجموعة هوانينغ في شارع تشانغآن في بكين ، على بعد حوالي 3 كيلومترات فقط من تيانانمن . يوجد في المقر الرئيسي العديد من الشركات التابعة والإدارات التي تتولى مسؤولية أنواع مختلفة من الأعمال. تشمل الأقسام الرئيسية في المقر الرئيسي في بكين ما يلي:
- قسم الإدارة العامة
- قسم العمليات الرأسمالية وإدارة الأسهم
- قسم الإشراف
- قسم التنمية
- قسم الإنتاج الآمن
- قسم التدقيق
- دائرة الميزانية والتخطيط
- قسم حماية البيئة والعلوم والتكنولوجيا
- قسم الشؤون السياسية
- قسم الشؤون القانونية
- قسم الهندسة
- قسم العمليات
- دائرة المالية
- قسم الموارد البشرية
- قسم التعاون الدولي
- إتحاد العمال

### الشركات التابعة
تدير مجموعة هوانينغ العديد من الشركات التابعة التي تتوافق مع أنواع مختلفة من صناعات الطاقة. وتقع معظم هذه الشركات التابعة في المقر الرئيسي في بكين.
- شركة هوانينغ الدولية لتطوير الطاقة
- خصائص هوانينغ
- غرينجن
- هوانينغ باور الدولية (وهي مدرجة في بورصة هونغ كونغ، بورصة شنغهاي وبورصة نيويورك. وهي الشركة الفرعية الرئيسية للطاقة الحرارية للمجموعة ، وتمتلك حوالي ثلث السعة الحرارية المركبة للمجموعة.)
- هوانينغ للطاقة والنقل
- معهد بحوث الطاقة النظيفة لمجموعة الصين هوانينغ
- هوانينغ للطاقة المتجددة (بسعة تزيد عن 10 جيجاوات طاقة الرياح و 800 ميجاوات من الطاقة الشمسية اعتبارا من عام 2017[16])
- هوانينغ لخدمة رأس المال
  - هوانينغ غويتشنغ تراست
- الصين هوانينغ جروب للوقود
- شركة هوانينغ لتطوير الطاقة النووية
- مركز هوانينغ للابتكار التكنولوجي
- شركة هوانينغ لصناعة الفحم

### الفروع الإقليمية
بالإضافة إلى المقر الرئيسي في بكين، تمتلك مجموعة هوانينغ أيضًا فروعًا وشركات في 29 مقاطعة أو منطقة ذاتية الحكم على الأقل في الصين. هذه الفروع والشركات الإقليمية هي المسؤولة الحقيقية عن محطات الطاقة المحلية وتوليد الكهرباء في كل مقاطعة أو منطقة، بالإضافة إلى بعض الأعمال الأخرى ذات الصلة. حاليًا، تشمل شركات وفروع هوانينغ الإقليمية ما يلي:
| النوع            | الاسم                                     | الموقع      | النوع              | الاسم                                  | الموقع     |
| ---------------- | ----------------------------------------- | ----------- | ------------------ | -------------------------------------- | ---------- |
| الفروع الإقليمية | تشنغ شمال شرق                             | شنيانغ      | الطاقة الكهرومائية | هوانينغ لانكانغ نهر الطاقة الكهرومائية | كونمينغ    |
| الفروع الإقليمية | تشنغ جيانغسو                              | نانجينغ     | الطاقة الكهرومائية | هوانينغ سيتشوان الطاقة الكهرومائية     | تشنغدو     |
| الفروع الإقليمية | تشنغ فوجيان                               | فوتشو       | توليد الطاقة       | جيلين توليد الطاقة                     | تشانغتشون  |
| الفروع الإقليمية | تشنغ هونان                                | تشانغشا     | توليد الطاقة       | هاينان توليد الطاقة                    | هايكو      |
| الفروع الإقليمية | تشنغ تشجيانغ                              | هانغتشو     | توليد الطاقة       | هيلونغجيانغ توليد الطاقة               | هاربين     |
| الفروع الإقليمية | تشنغ شرق الصين                            | شنغهاي      | توليد الطاقة       | التبت توليد الطاقة                     | لاسا       |
| الفروع الإقليمية | تشنغ وسط الصين                            | ووهان       | توليد الطاقة       | شاندونغ توليد الطاقة                   | جينان      |
| الفروع الإقليمية | تشنغ انهوى                                | خفى         | توليد الطاقة       | شنشى توليد الطاقة                      | شيان       |
| الفروع الإقليمية | تشنغ تشونغتشينغ                           | تشونغتشينغ  | تطوير الطاقة       | هوانينغ نينغشيا تطوير الطاقة           | ينتشوان    |
| الفروع الإقليمية | تشنغ تشينغهاى                             | شينينغ      | تطوير الطاقة       | هوانينغ قانسو تطوير الطاقة             | لانتشو     |
| الفروع الإقليمية | تشنغ خبى                                  | شيجياتشوانغ | تطوير الطاقة       | هوانينغ هولون بوير تطوير الطاقة        | هولون بوير |
| الفروع الإقليمية | تشنغ قوانغشى                              | ناننينغ     | تطوير الطاقة       | هوانينغ شينجيانغ تنمية الطاقة          | أرشمكي     |
| الفروع الإقليمية | تشنغ جنوب الصين                           | قوانغتشو    | فروع أخرى          | تشنغ هونغ كونغ                         | هونغ كونغ  |
| الفروع الإقليمية | تشنغ قويتشو                               | قوييانغ     | فروع أخرى          | نورث يونايتد باور                      | هوهوت      |
| الفروع الإقليمية | تشنغ جيانغشى                              | نانتشانغ    | فروع أخرى          | معهد بحوث الطاقة الحرارية شيان         | شيان       |
| الفروع الإقليمية | تشنغ خنان                                 | تشنغتشو     | فروع أخرى          | شركة هوانينغ هاينان الصناعية           | هايكو      |
| الفروع الإقليمية | تشنغ شانشي                                | تاييوان     | فروع أخرى          | هوانينغ شاندونغ للطاقة النووية         | خليج شيداو |
| فروع بكين        | هوانينغ المجموعة مركز تكنولوجيا المعلومات | بكين        | فروع أخرى          | ميناء تشنغ كاوفيديان                   | كاوفيديان  |
| فروع بكين        | معهد بحوث الاقتصاد                        | بكين        | فروع أخرى          | قاعدة الموارد البشرية                  |            |
| فروع بكين        | الحزب الشيوعى الصينى هوانينغ مدرسة الحزب  | بكين        |                    |                                        |            |

## بحث
تتولى
أيضًا أبحاث العلوم والتكنولوجيا في المجالات المتعلقة بالطاقة. تشمل الاتجاهات والاهتمامات البحثية الحالية للشركة ما يلي:
- تكنولوجيا توليد الطاقة الحرارية المتقدمة عالية الكفاءة
- التكنولوجيا البيئية لتوليد الطاقة الحرارية
- تكنولوجيا تحويل منخفضة الكربون تعتمد على الفحم
- تطوير طاقة الرياح
- تطوير الطاقة الكهرومائية
- الغاز الطبيعي المسال
- الطاقة المتجددة والطاقة الجديدة
- الغاز الصخري
- تكنولوجيا تعدين الفحم
- نظام الطاقة
- تكنولوجيا المعلومات المتعلقة بالطاقة